# Stampe et Vertongen RSV.32
Stampe et Vertongen RSV.32 là loại máy bay huấn luyện chế tạo tại Bỉ trong thập niên 1920.

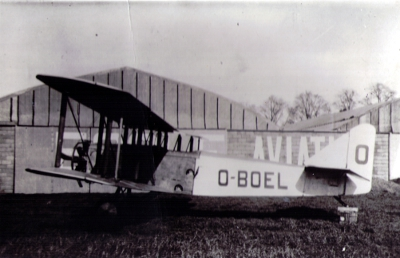
RSV 32-90

## Biến thể
RSV.32/90
RSV.32/100
RSV.32/105
RSV.32/110
RSV.32/120
RSV.32/GII
RSV.32/130
RSV.32/2X2

## Quốc gia sử dụng
Bỉ
- Không quân Bỉ

## Tính năng kỹ chiến thuật (RSV.32/90)
Dữ liệu lấy từ Jouhaut 1999, p.33, except as noted
Đặc điểm tổng quát
- Kíp lái: 2
- Chiều dài: 7.35 m (24 ft 1 in)
- Sải cánh: 11.20 m (36 ft 9 in)
- Chiều cao: 2.80 m (9 ft 2 in)
- Diện tích cánh: 32.0 m2 (344 ft2)
- Trọng lượng rỗng: 500 kg (1.100 lb)
- Trọng lượng có tải: 800 kg (1.800 lb)
- Powerplant: 1 × Anzani 10C, 67 kW (90 hp)

Hiệu suất bay
- Vận tốc cực đại: 125 km/h (78 mph)
- Trần bay: 5.000 m (16.000 ft)
- Vận tốc lên cao: 2,3 m/s (450 ft/phút)